# Fritz Baade

Fritz Baade (1932 oder früher)

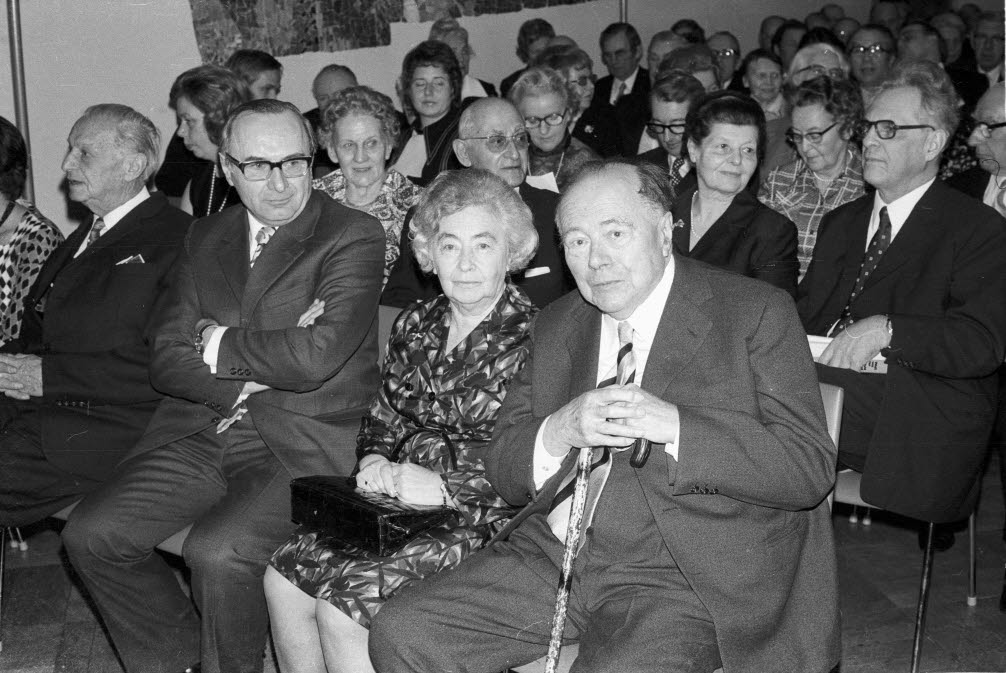
Feierstunde anlässlich des 80. Geburtstags von Fritz Baade (rechts)

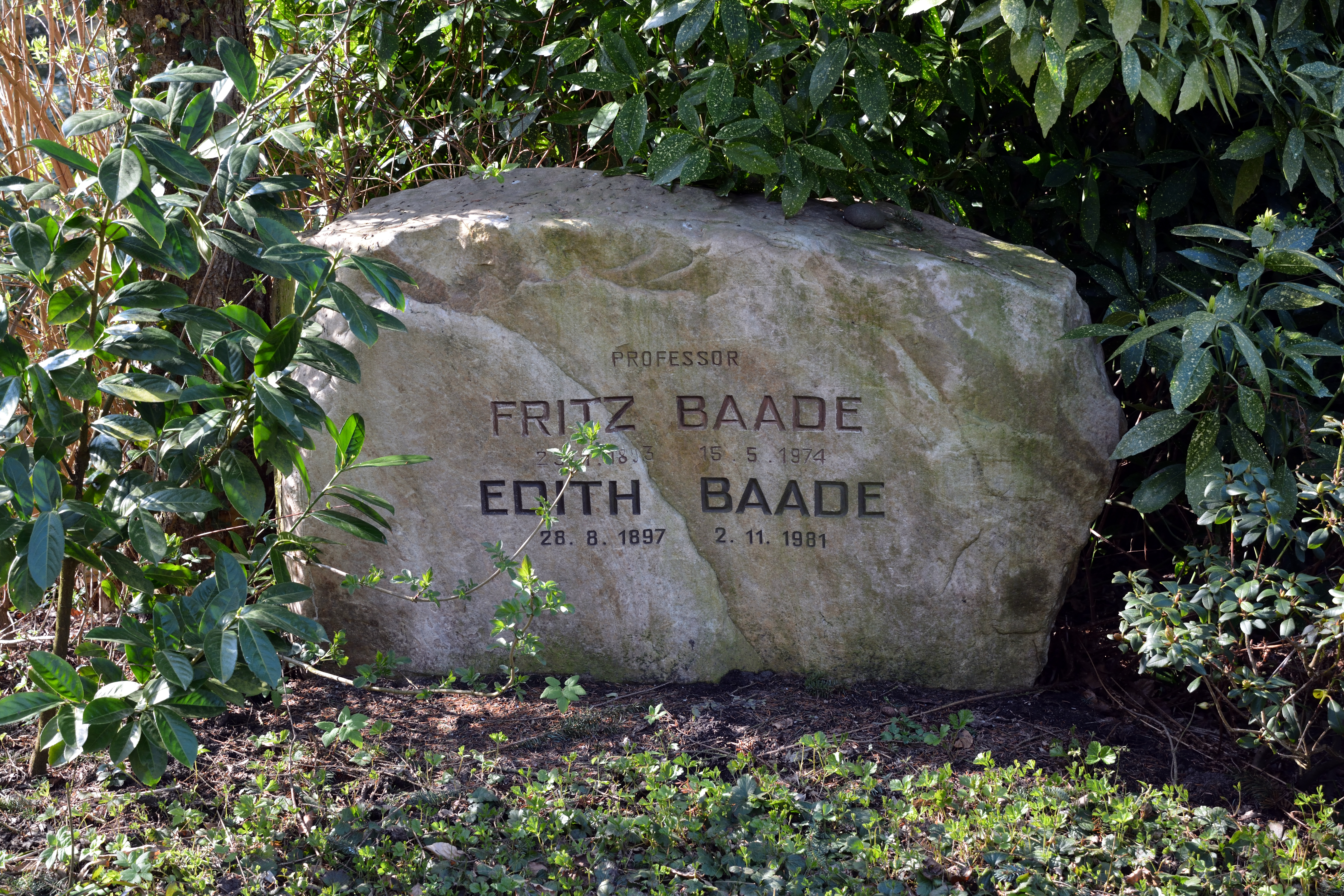
Grabstein auf dem Nordfriedhof Kiel

Fritz Baade (* 23. Januar 1893 in Neuruppin; † 15. Mai 1974 in Kiel) war ein deutscher Wirtschaftswissenschaftler und Politiker (SPD). Er war von 1948 bis 1961 Direktor des Instituts für Weltwirtschaft in Kiel und von 1949 bis 1953 stellvertretender Vorsitzender des Ausschusses für ERP-Fragen des Deutschen Bundestages.

## Leben
Fritz Baade war ein Sohn des Seminardirektors Friedrich Baade, der Lehrbücher über Botanik, Zoologie und Geologie veröffentlicht hatte, und der Lehrerin Anna Luises Friederike Wolff, er hatte zwei Brüder. Nach dem Abitur an der Landesschule Pforta studierte Baade Volkswirtschaftslehre, Klassische Philologie, Kunstgeschichte, Theologie und Medizin an der Universität Göttingen, der Universität Berlin, der Universität Heidelberg und der Universität Münster. Von 1914 bis 1918 nahm er als Soldat am Ersten Weltkrieg teil. Während der Novemberrevolution war er Vorsitzender des Arbeiter- und Soldatenrats und Stadtverordneter in Essen.
Von 1919 bis 1925 arbeitete er als Landwirt bei Göttingen. 1922 erfolgte seine Promotion zum Dr. rer. pol. an der Universität Göttingen mit der Arbeit „Die Wirtschaftsreform des Grossbetriebes in vorkapitalistischer Zeit“.
1925 übernahm Baade die Leitung der Forschungsstelle für Wirtschaftspolitik in Berlin-Charlottenburg, zusammen mit Fritz Naphtali, und war daneben ab 1928 als Dozent für landwirtschaftliches Marktwesen an der Universität Berlin tätig. 1929 wechselte er als Leiter zu der dem Reichsernährungsministerium zugehörigen Reichsforschungsstelle für landwirtschaftliches Marktwesen. Im November 1929 wurde er außerdem Reichskommissar bei der Deutschen Getreide-Gesellschaft und im Februar 1930 auch Vorsitzender der Deutsch-Polnischen Roggenkommission. 1932 gehörte er zu den Urhebern eines freigewerkschaftlichen antizyklischen Konjunkturprogramms, des so genannten WTB-Plans. Nach der Machtübernahme der Nationalsozialisten verlor Baade 1933 sämtliche Posten und bewirtschaftete danach bis 1934 einen landwirtschaftlichen Betrieb in Kirchmöser.
1935 emigrierte Baade in die Türkei, wo er bis 1939 Berater für Fragen der landwirtschaftlichen Marktorganisation bei der türkischen Regierung in Ankara tätig war und u. a. auch die Berufung von Ernst Reuter nach Ankara in die Wege leitete. Anschließend arbeitete er als privater Wirtschaftsberater in Istanbul.
Mit Abbruch der diplomatischen Beziehungen der Türkei zum Deutschen Reich wurde er 1944/45 in Kırşehir konfiniert. Gemeinsam mit einem Geologen brachte er dort eine seit dem Altertum bekannte, damals aber fast versiegte Heilquelle wieder zum Laufen. Nach dem Krieg holte er einen jungen Handwerker aus Kırşehir zur Ausbildung nach Deutschland und legte somit das Fundament für die heute im ganzen Lande verbreitete Schmuckstein-Verarbeitung.
1946 ging er als selbständiger Publizist in die USA. Dort war er führend beteiligt an der erfolgreichen Kampagne gegen den Morgenthau-Plan, gegen industrielle Demontage in Deutschland und für den Marshall-Plan. Unter anderem verfasste er gemeinsam mit Christopher Emmet eine Broschüre mit dem programmatischen Titel Destruction at our Expense. How Dismantling Factories in Germany Helps Inflation in the United States and Sabotages the Marshall Plan, zu der Ex-Präsident Herbert Hoover das Vorwort schrieb (New York, 1947).
1948 nahm Baade einen Ruf der Universität Kiel als Ordinarius und Direktor des Instituts für Weltwirtschaft an und kehrte nach Deutschland zurück. Nach seiner Emeritierung 1961 wurde er Direktor des Forschungsinstitutes für Wirtschaftsfragen der Entwicklungsländer. Baade war Aufsichtsratsmitglied der Howaldtswerke AG, Vorsitzender der Deutsch-Türkischen Gesellschaft, Senator der Fraunhofer-Gesellschaft und Kuratoriumsmitglied der Deutschen Ibero-Amerika-Stiftung.

## Politische Tätigkeit
Baade war zunächst Mitglied der USPD und schloss sich bei deren Spaltung dem gemäßigten Flügel an, der sich 1922 mit der SPD zusammenschloss. Von 1918 bis 1919 war er Vorsitzender des Arbeiter- und Soldatenrates und Stadtverordneter in Essen. Von 1930 bis 1933 gehörte er als Abgeordneter des Wahlkreises Magdeburg dem Reichstag an.
Baade war vom 10. bis 23. August 1948 als Bevollmächtigter des Landes Schleswig-Holstein Teilnehmer des Verfassungskonvents auf Herrenchiemsee. Von 1949 bis 1965 war er Mitglied des Deutschen Bundestages und dort von 1949 bis 1953 stellvertretender Vorsitzender des Ausschusses für ERP-Fragen sowie von 1953 bis 1957 stellvertretender Vorsitzender des Unterausschusses Kartellgesetz des Ausschusses für Ernährung, Landwirtschaft und Forsten. Sein Einzug in den Bundestag geschah zunächst über die Landesliste Schleswig-Holstein, 1961 hingegen als direkt gewählter Abgeordneter des Wahlkreises Kiel.

## Auszeichnungen
Baade wurde 1959 zum Ehrenbürger der türkischen Stadt Kırşehir ernannt, da er dort während seiner Internierung (1944/45) eine heilkräftige Quelle wieder zum Laufen brachte. Der Quelle verdankt die Stadt ihren heutigen Wohlstand.
1966 wurde er zum Ehren-Generalkonsul der Türkischen Republik in Kiel ernannt. 1964 wurde Fritz Baade der Dr. honoris causa der Universität Sevilla verliehen. 1970 erhielt Baade den Kulturpreis der Stadt Kiel.

## Veröffentlichungen
- Schicksalsjahre der deutschen Landwirtschaft. Brönner Verlag, Nowawes 1933.
- Brot für ganz Europa. Grundlagen und Entwicklungsmöglichkeiten der europäischen Landwirtschaft. Verlag Paul Parey, Hamburg 1952.
- Welternährungswirtschaft. (= Rowohlts deutsche Enzyklopädie, Bd. 29). Rowohlt, Hamburg 1956.
- Weltenergiewirtschaft. Atomenergie – Sofortprogramm oder Zukunftsplanung? (= Rowohlts deutsche Enzyklopädie, Bd. 75). Rowohlt, Hamburg 1958.
- Die deutsche Landwirtschaft im gemeinsamen Markt. Verlag August Lutzeyer, Baden-Baden 1958.
- Der Wettlauf zum Jahre 2000. Unsere Zukunft: Ein Paradies oder die Selbstvernichtung der Menschheit. Verlag Gerhard Stalling Verlag, Oldenburg 1960.
- ...denn sie sollen satt werden. Strategie des Weltkampfes gegen den Hunger. Verlag Gerhard Stalling, Oldenburg 1964.
- Dynamische Weltwirtschaft. List Verlag, München 1969.
- Weltweiter Wohlstand. Verlag Gerhard Stalling, Oldenburg 1970, ISBN 3-7979-1508-X.
- zusammen mit Renata Kartsaklis: Probleme der Familienplanung in den Entwicklungsländern. (= Forschungsinstitut der Friedrich-Ebert-Stiftung, Sonderheft 6). Verlag für Literatur und Zeitgeschehen, Hannover 1970.
- zusammen mit Franz Fendt: Die deutsche Landwirtschaft im Ringen um den Agrarmarkt Europas. (= Schriftenreihe Europäische Wirtschaft, Bd. 43). Nomos Verlagsgesellschaft, Baden-Baden 1971, ISBN 3-7890-0020-5.